# Adicella dionisos
Adicella dionisos là một loài Trichoptera trong họ Leptoceridae. Chúng phân bố ở miền Cổ bắc.